# Centro Cristão da Cidade
O Centro Cristão da Cidade foi uma igreja cristã protestante de origem portuguesa. A 12 de fevereiro de 2017, passou a integrar a Hillsong Church, sob o nome Hillsong Portugal. 

## Organização
O Centro Cristão da Cidade, conhecido como CCC, foi fundado em 2002. Foi pastoreada, desde a sua criação, pelo Pastor Mário Rui Boto.
A fé da denominação baseia-se na ideia "Uma igreja, diferentes localizações" . Teve sede na cidade de Loures no Distrito de Lisboa e contava com um segundo campus na Maia, Distrito do Porto. Além destes dois campus, contava ainda com pequenos grupos, denominados Grupos de Ligação, em Albufeira, Portimão, Beja, Aveiro, e em vários pontos das zonas metropolitanas de Lisboa e Porto.
O Centro Cristão da Cidade esteve filiado à Fraternal - Comunhão Nacional de Igrejas e Organizações Pentecostais e Carismáticas e à Aliança Evangélica Portuguesa.

### História
A igreja foi fundada em 2002, debaixo da designação conhecida, mas começou em 1995, sendo parte do Centro Cristão Vida Abundante. Uma das razões para ser uma das igrejas mais conhecidas do país é o facto de ser a promotora do evento Mais Que Música, evento de música e artes de inspiração cristã que se realiza desde 2002.
A 26 de novembro de 2011, foi lançado o Campus Porto, que consistiu na absorção da Igreja Baptista da Paz, da Maia, pastoreada pelo pastor Isaque Lucena, que passou a pastorear este campus.
A 12 de fevereiro de 2017, o Centro Cristão da Cidade passou a integrar a Hillsong Church. Nesta data, A Hillsong Church passou a ter três novas localizações: Israel, Portugal, e São Francisco. As localizações existentes à data mantiveram-se.

## Banda Centro Cristão da Cidade
A banda do Centro Cristão da Cidade foi uma das mais conhecidas bandas de louvor e adoração de Portugal. Desde o ano 2000 lançou 8 álbuns e apresentou-se por diversas igrejas de Portugal. Foi liderada por Carlos Miguel, conhecido baterista português, até ao ano de 2008, sendo o projeto a partir daí liderado por Rúben Barradas. A equipa é composta por diversos músicos profissionais.

### Mais Que Música
Entre 2002 e 2010, o Centro Cristão da Cidade organizou o "Mais Que Música", evento dedicado à música e artes que reuniu alguns dos nomes mais importantes da música de inspiração cristã. Teve seis edições: 2002, 2003, 2004, 2006, 2008 e 2010. O evento levou a Portugal nomes como Reuben Morgan, Hillsong United, Delirious? e Israel & New Breed. Foi tradicionalmente realizado no Pavilhão Paz e Amizade no centro da cidade de Loures.

### Discografia
- Serviremos a Deus (2000)
- Saber Viver (2001)
- Presença (2002)
- Compaixão (2003)
- Intimidade (2005)
- Mais Que Música 2004 (2005)
- Mudar o Mundo (2008)
- O Nome (2011)[3]